# Mauricio Macri
Mauricio Macri (Tandil, 8 de fevereiro de 1959) é um empresário, executivo, diretor esportivo, engenheiro civil e político argentino, filiado ao Proposta Republicana. Foi o 50.º presidente da República Argentina de 10 de dezembro de 2015 até 10 de dezembro de 2019.
Filho do empresário ítalo-argentino Franco Macri, estudou engenharia civil na Universidade Católica Argentina e trabalhou nas empresas da família. Em 1995, tornou-se independente da figura paterna e passou exercer cargos administrativos no futebol. Entre 1995 e 2007, presidiu o Boca Juniors, o que o converteu em um nome conhecido em seu país.
Em 2003, criou o partido político Compromisso pela Mudança, que mais tarde transformou-se na Proposta Republicana. No mesmo ano, foi derrotado em sua tentativa de eleger-se prefeito de Buenos Aires. Em 2005, foi eleito deputado federal pela cidade de Buenos Aires. Em 2007 e 2011, elegeu-se prefeito da capital federal, em ambas as vezes no segundo turno.
Em 2015, concorreu à presidência da Argentina pela coligação de direita Mudemos. Macri venceu a indicação da aliança e avançou para um inédito segundo turno com o governista Daniel Scioli. Em 22 de novembro, foi eleito presidente com 51,34% dos votos, encerrando os doze anos de governos kirchneristas no país. Ele assumiu o cargo em 10 de dezembro de 2015. Anunciou sua candidatura a uma reeleição nas eleições presidenciais de 2019, sua chapa foi formada por ele e pelo Senador do Partido Justicialista Miguel Pichetto na coligação Juntos pela Mudança, mas foi derrotado pelo candidato peronista Alberto Fernández, no 1° turno. Macri foi o primeiro presidente argentino a perder uma reeleição, porém foi o primeiro não-peronista em mais de 70 anos a concluir seu mandato.

## Biografia
Mauricio Macri nasceu em Tandil no dia 8 de fevereiro de 1959. Seu pai, Franco Macri imigrou de barco da Itália até a Argentina, sendo adolescente tinha o sonho de trabalhar como empreendedor, iniciou diversos projetos de construção na área privada, anos depois conseguiu se tornar um dos empresários mais destacados do país, nos anos 80 e 90. Sua mãe, Alicia Blanco Villegas, se casou com Franco Macri em 1958, o casal teve quatro filhos: o próprio Mauricio, Sandra, Mariano e Gianfranco.

## Carreira política
Estudou na Universidade Católica Argentina e no início dos anos 90 trabalhou durante um breve período nas empresas do pai.
Em 1995, torna-se independente da figura paterna e passa a exercer cargos administrativos no futebol. Entre 1995 e 2007, presidiu o Boca Juniors, o que o transformou em um nome conhecido em seu país.
No final da década de 1990 começou a flertar com a política, aproximando-se do então presidente Carlos Menem (1989-1999). Em 2003 criou seu partido, o Compromisso pela Mudança (CpC), que desde 2005 integra a coalizão Proposta Republicana (PRO).
Em 2005, foi eleito deputado. Em 2007, conseguiu vencer a disputa para prefeito de Buenos Aires, e, em 2011, foi reeleito. Em 23 de novembro de 2015 foi eleito, por 52% dos votos como o 56.º presidente da República Argentina, pondo fim a doze anos de kirchnerismo. Foi a primeira vez, em cem anos desde a instituição do voto no país, que é eleito um candidato civil não peronista nem radical social-democrata.

### Presidência

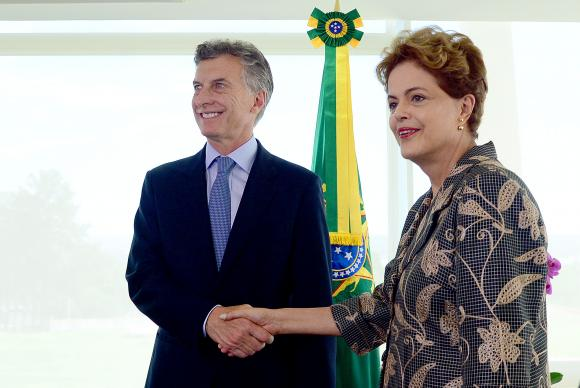
Macri com a presidente do Brasil Dilma Roussef em 2015

Uma vez na presidência, Macri se deparou com uma situação ruim no país. A economia estava estagnada, as contas do governo no vermelho e havia uma crise de desconfiança do público e dos investidores. As reservas federais estavam vazias, a inflação chegava a 30% ao ano, a situação fiscal era apertada e havia um déficit orçamentário grande. Além disso, o Brasil, importante parceiro comercial da Argentina, vivia o auge de uma crise econômica iniciada em 2014. Segundo uma avaliação da Casa Rosada, se a situação no Brasil estivesse melhor, o governo de Macri poderia ter decolado.
O presidente Macri primeiro tomou medidas para estabilizar a moeda, permitindo aos argentinos comprar moedas estrangeiras com mais facilidade e pouco controle. Quotas de exportação e tarifas sobre soja, milho e trigo foram reduzidas consideravelmente. Medidas de austeridade e corte de gastos também foram tomadas.
Apesar das medidas tomadas pelo governo Macri, a economia não se recuperou, com a inflação e o desemprego continuando altos. O governo começou vários programas públicos empregatícios, mirando especialmente o setor da construção civil a fim de gerar mais empregos.
Macri tentou também melhorar laços econômicos e políticos com os Estados Unidos, a Europa e a Ásia oriental, a fim de gerar renda e atrair investidores. Ele também anunciou a eliminação da tarifa de 35% sobre computadores, laptops e tablets importados. Tentou também lidar com os problemas energéticos, anunciando investimentos para os depósitos de xisto de Vaca Muerta, na Patagônia.
No âmbito externo, tentou revitalizar as relações do país e atrair investimentos. Segundo analistas, Macri foi quase que na contra-mão dos Kirchners, no que tange política externa. Ele imediatamente propôs ações contra Nicolás Maduro da Venezuela por abusos de direitos humanos e tentou remover o seu país do Mercosul. Essas mudanças, junto com sua própria eleição, fez com que muitos acreditassem que a chamada "onda rosa" (ou "Guinada à esquerda") realmente havia chegado ao fim no continente sul-americano. A maioria dos países do Mercosul igualmente passaram a se opor com mais veemência ao governo socialista de Maduro e conseguiram impedir que a Venezuela assumisse a presidência pro tempore do bloco. O Mercosul então buscou melhorar suas relações comerciais com a União Europeia e a Aliança do Pacífico. Macri concordou com o presidente brasileiro Michel Temer para garantir o livre-comércio entre os dois países. Macri e Temer se juntaram para buscar melhores relações também com o México, a segunda maior economia latino-americana, enquanto este país estava numa disputa comercial com o presidente estadunidense Donald Trump.

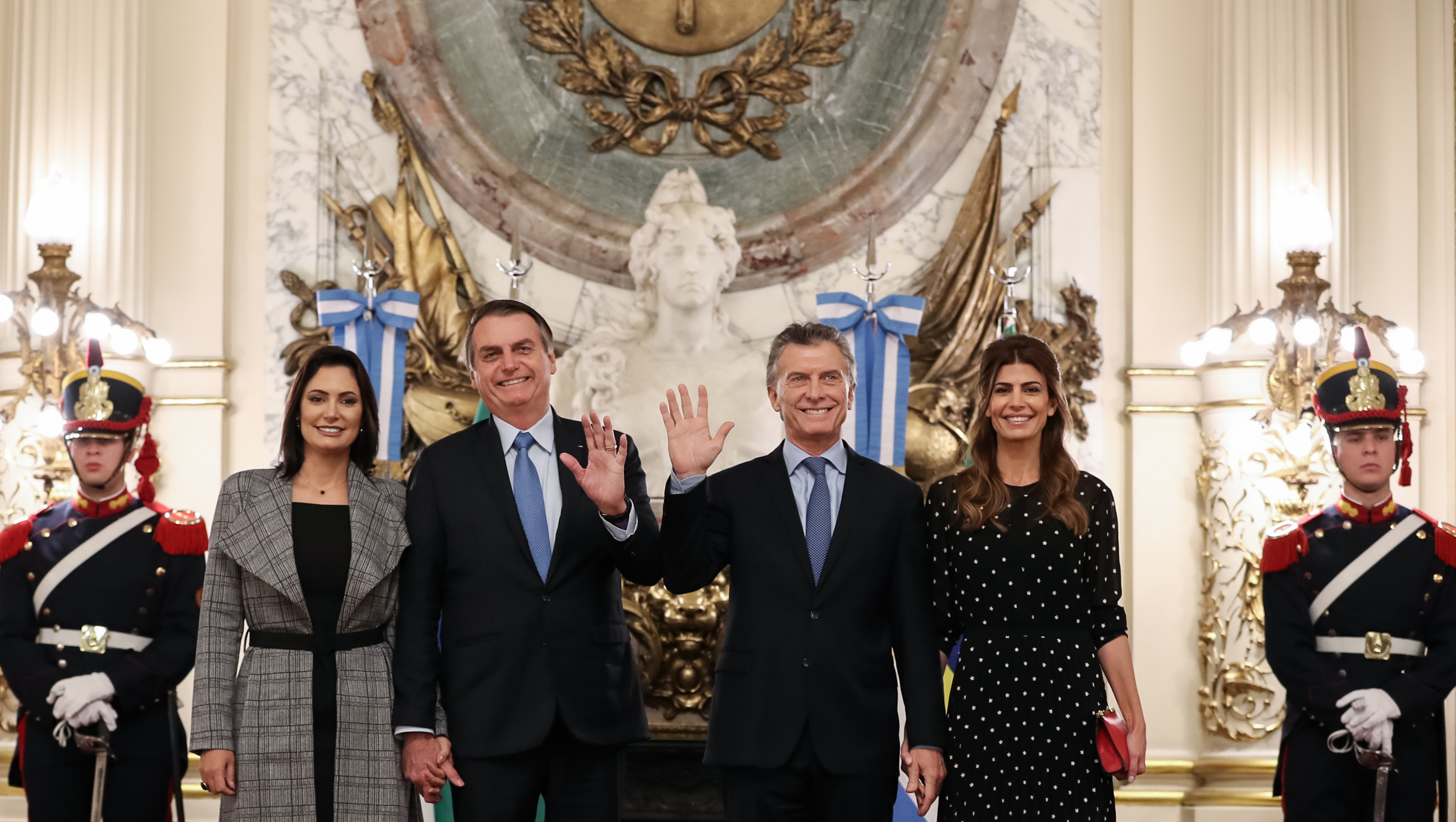
O presidente Maurício Macri e sua esposa, Juliana Awada, recebem o presidente Jair Bolsonaro e sua esposa, Michelle, durante visita de estado, na Casa Rosada.

Apesar do otimismo inicial, a economia argentina continuou a crescer de forma lenta e a recuperação foi abaixo do esperado. A inflação continuou alta e os salários não subiram, com os investidores internacionais permanecendo pessimistas. Assim, em 2018, greves e protestos sacudiram o país, com a população demonstrando insatisfação com o fraco desempenho econômico da Argentina e as medidas de austeridade que Macri havia anunciado que acabaram não conseguindo balancear o orçamento ou baixar o desemprego. Em dezembro de 2018, foi confirmado que o PIB argentino encolheu 3,5% no terceiro trimestre daquele ano, colocando o país novamente em recessão técnica.
Em maio de 2019, Macri anunciou um pedido de empréstimo com o FMI, no valor de US$50 bilhões de dólares. O pedido foi altamente controverso, visto como uma admissão de fracasso econômico por parte do governo. Federico Sturzenegger, presidente do Banco Central, renunciou seu cargo uma semana após o pedido. Macri o substituiu com Luis Caputo, mas ele também renunciou três meses depois. Mais tarde, o FMI expandiu o empréstimo, com US$ 7 bilhões extras, com a condição que o Banco Central argentino tentaria ajustar o peso contra o dólar. No último orçamento que o presidente aprovou, em 2019, cortes de gastos e aumento de impostos, para evitar um déficit, foram passados.
Em 2019, no meio do caos econômico e recessão, Macri se pôs a tentar se reeleger, mesmo com a popularidade em baixa. Sempre atrás nas pesquisas de opinião, analistas políticos não acreditavam numa vitória sua. Suas promessas de “pobreza zero” na campanha de 2015 e que a austeridade iria levar a um orçamento balanceado acabaram não se concretizando, com o contrário se mostrando como realidade. O PIB se retraiu em três dos quatro anos em que esteve no poder, o peso se desvalorizou, a inflação bateu recordes chegando a 56% ao ano, os índices de desempregados subiram de 8% para 10% e o número pessoas vivendo abaixo da linha da pobreza subiu de 29% para 35%. Macri então acabou derrotado pelo candidato peronista Alberto Fernández, por uma margem de dois milhões de votos (Fernández ficou com 48% dos votos contra 40% de Macri).

## Controvérsias

### Panama Papers
Os documentos, globalmente conhecido como "Panama Papers", revelaram em 2016 que o nome de Mauricio Macri apareceu na diretoria de uma empresa de fachada chamada Fleg Trading Ltd, que era dirigida pelo pai dele, Franco, um proeminente empresário conhecido por garantir grandes contratos com o estado nas últimas décadas. Fleg Trading Ltd desempenhou um papel como uma holding company para a participação de Franco na "Pago Fácil". A operação foi feita através da "Owners Do Brasil Participações", uma empresa sediada em São Paulo, da qual a Fleg Trading Ltd era acionista majoritária.